# Sunchon
Pour les articles homonymes, voir Suncheon.
Sunchon est une ville nord-coréenne située dans la province du Pyongan du Sud au confluent du Kumchon et du Taedong. D'après le recensement de 2008, la population de la ville est de 297 317 habitants. Elle est desservie par la ligne ferroviaire Pyongra.

## Historique des députations de la circonscription de Sunch'ŏn (104e)
- XIème législature (2003-2009) : Chung Wan Ik (Hangeul:정완익)
- XIIème législature (2009-2014) : Ra Tong Hee (Hangeul: 라동희 Hanja:羅東熙)
- XIIIème législature (2014-2019) : O Yong Keon (Hangeul: 오용건)